# Konsu
Konsu − wieś w Estonii, w prowincji Virumaa Wschodnia, w gminie Illuka. Położona jest nad brzegiem jeziora Räätsma. Na południowy wschód od wsi, w odległości około półtora kilometra jest położone jezioro Konsu. Wchodzi ono w skład pojezierza Kurtna (est. Kurtna järvestik).